# Гадмер, Елизавета
Га́дмер Елизавета (настоящее имя и фамилия Елизавета Саввична Ушкова, в замужестве Го́лова; 1863 — после 1934) — поэтесса, прозаик.

## Биография
Родилась в станице Лепсинская Туркестанского края. Внучка К. Ушкова, крепостного Демидовых, получившего вольную после создания им новаторского инженерного проекта, и Г. Гадмера, учителя, выходца из Швейцарии. Образование получила в Екатеринбургской гимназии. В 1879 году впервые напечатала стихи в ««Екатеринбургской неделе». Сотрудничала в газетах «Уральская жизнь», «Уральский край», «Волжский вестник», «Камско-Волжский край», «Пермский край», «Северный край», «Приуралье», Сибирская жизнь», а также в петербургских журналах «Русское богатство», «Всходы», «Маяк». С 1908 года жила в Липецке, последние годы ― на Кавказе.
В сборниках «Стихотворения Елизаветы Ушковой» (Екатеринбург, 1884), «Стихотворения Елизаветы Головой» (Екатеринбург, 1887), «Вечерний эвон» (Липецк, 1911)
лирика Гадмер, преимущественно пейзажная и любовная, затрагивает также философские проблемы. В стихах часто можно отметить подражание классическим образцам ― Н. А. Некрасову («Мёртвый лес», «Музе»), А. А. Фету («В окна открытые веет»). Проза в основном нравоучительно-сентиментального характера: сборник «В святую ночь и другие рассказы» (М., 1899) ― о голоде, нищете, бедных детях; книга рассказов для детей «Подруги» (1900). В очерке «Около железа и золота» (1903), посвящённом жизни уральских приисковых рабочих, Гадмер показывает специфику их труда, подробно описывает процесс добычи золота. В книге «Уральские легенды» (1915) в притчевой форме выражены общегуманистические мысли о братстве, добре, нестяжании, критикуется промышленное развитие. Гадмер принадлежат драма «Искупление» (1896), перевод драм «Дон Карлос» (1906) и «Вильгельм Телль» (1909) Ф. Шиллера, перевод и сценическая обработка романа «Спартак» Р. Джованьоли (1903), переделка для юношества романа «Князь Серебряный» А. К. Толстого (1910). Последняя книга Гадмер «Уральские легенды» вышла в 1915 году.
В 1920-х годах Гадмер из-за болезни сына покинула Липецк и переселилась на юг, где сестра дала им временное пристанище. Начались скитания, которые продолжались до конца её жизни. Кочевая жизнь прервала активное литературное творчество. Вела переписку с уральским краеведом А. А. Черданцевым (1931―1933), по просьбе которого Гадмер написала «Автобиографию». После 1933 года оборвалась переписка и следы Гадмер затерялись.